# 닉 파제카스
니컬러스 라이언 "닉" 파제카스(영어: Nicholas Ryan "Nick" Fazekas 파지커스[*], 일본어: ニコラス・ライアン・"ニック"・ファジーカス, 1985년 6월 17일 ~ )는 일본의 미국 출신 농구 선수이다.